# Rivoli
Rivoli – miejscowość i gmina we Włoszech, w regionie Piemont, w prowincji Turyn.
Według danych na rok 2004 gminę zamieszkiwało 49 505 osób, 1707,1 os./km².

## Miasta partnerskie
- Kranj, Słowenia
- Mollet del Vallès, Hiszpania
- Montélimar, Francja
- Ravensburg, Niemcy